# ادیک هاکوبیان
ادیک گورگنی هاکوبیان (ارمنی: Էդիկ Գուրգենի Հակոբյան؛ زادهٔ ۱ اوت ۱۹۴۱) یک  سیاستمدار اهل ارمنستان است که از تاریخ ۱۹۹۰ تا تاریخ ۱۹۹۵ سمت نمایندگی دوره اول شورای عالی جمهوری ارمنستان را برعهده داشت.

## زندگی‌نامه
در 	۱ اوت ۱۹۴۱ در ارمنستان به دنیا آمد . 